# نیروی هوایی سلطنتی بحرین
نیروی هوایی سلطنتی بحرین (عربی: سلاح الجو الملكي البحريني) نیروی هوایی زیرمجموعه نیروی دفاع بحرین است، که فعالیت خود را از سال ۱۹۷۷ آغاز کرد.